# Chris Hansen

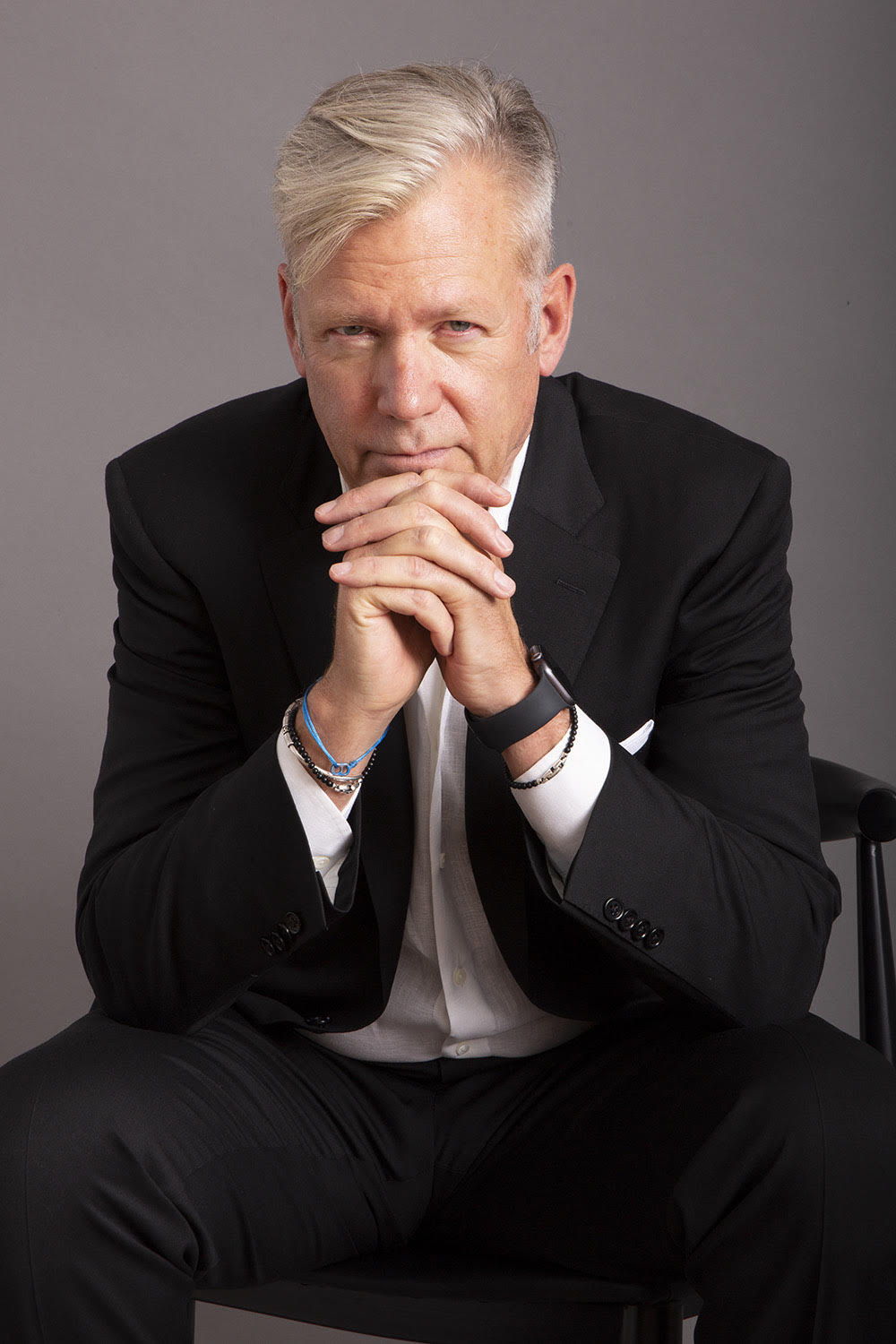
Chris Hansen

Chris Hansen (* 13. September 1959 in Chicago, Illinois) ist ein US-amerikanischer Fernseh-Moderator und Journalist.

## Leben
Chris Hansen wuchs in Michigan auf und beendete 1981 sein Studium der Telekommunikation an der Michigan State University. Zu dieser Zeit wurde er als Reporter örtlicher Fernsehsender und Zeitungen tätig. 1993 kam er zu NBC News und wurde Außenreporter bei Dateline NBC. Ab 2004 wurde er landesweit als Moderator der Reality-Sendung To Catch a Predator, welche mit versteckter Kamera Sexualstraftäter bloßstellte, bekannt.
Ab 2016 wurde er Moderator des täglichen Kriminalreports Crime Watch Daily. 2019 startete er seinen eigenen YouTube-Kanal, wo er unter dem Motto Have a Seat Interviews führt.